# San Francisco (Surigao del Norte)
San Francisco (Anao-aon) ist eine philippinische Stadtgemeinde in der Provinz Surigao del Norte. 
Sie liegt im Nordwesten der großen Insel Mindanao im Süden der Provinz.
Die Gemeinde hat 14.552 Einwohner (Zensus 1. August 2015).

## Baranggays
San Francisco ist politisch in elf Baranggays unterteilt.
- Amontay
- Balite
- Banbanon
- Diaz
- Honrado
- Jubgan
- Linongganan
- Macopa
- Magtangale
- Oslao
- Poblacion